# 5916 van der Woude
5916 van der Woude (1991 JD1) là một tiểu hành tinh vành đai chính được phát hiện ngày 8 tháng 5 năm 1991 bởi E. F. Helin ở Palomar.